# Petr Balcar
Petr Balcar (* 1985) ist ein tschechischer Biathlet, der sich auf die Teildisziplin Crosslauf-Sommerbiathlon spezialisiert hat.
Petr Balcar gewann bei den Sommerbiathlon-Europameisterschaften 2008 in Bansko mit Barbora Tomešová, Pavla Matyášová und Luboš Schorný die Silbermedaille hinter den Vertretern aus Russland im Mixed-Staffelrennen. Im Jahr darauf erreichte er in Nové Město na Moravě die Plätze 21 im Sprint und 23 in der Verfolgung. Auch im IBU-Sommercup 2009 erreichte er gute Resultate. So gewann der Tscheche in Bystřice pod Hostýnem wie auch in Predajná die Massenstartrennen.

## Belege
1. ↑  Resultate im Mixed-Staffelrennen bei den Sommerbiathlon-Europameisterschaften. (PDF; 63 kB) 17. August 2008, ehemals im Original (nicht mehr online verfügbar); abgerufen am 3. Januar 2013. (Seite nicht mehr abrufbar. Suche in Webarchiven)  Info: Der Link wurde automatisch als defekt markiert. Bitte prüfe den Link gemäß Anleitung und entferne dann diesen Hinweis.

| Personendaten    | Personendaten          |
| ---------------- | ---------------------- |
| NAME             | Balcar, Petr           |
| KURZBESCHREIBUNG | tschechischer Biathlet |
| GEBURTSDATUM     | 1985                   |